# Campeonato Brasileño de Fútbol 1970
El Campeonato Brasileño de Serie A 1970, oficialmente Torneio Roberto Gomes Pedrosa 1970 fue el decimoquinto torneo válido para el Campeonato Brasileño de Serie A. El torneo comenzó el 20 de septiembre y finalizó el 20 de diciembre del corriente año. El Fluminense ganó el campeonato, el primer título a nivel nacional del club en 12 años de competencias.

## Sistema de competición
Primera etapa: los 17 participantes juegan en 2 grupos (uno de 8 y otro de 9 clubes). Clasificando los 2 primeros de cada grupo al cuadrangular final.
Finales : los 4 clubes clasificados juegan todos contra todos, en dos turnos, el club con más puntos en esta etapa se consagra campeón.

## Clasificación primera fase

### Grupo A
| Pos | Equipo           | Pts | PJ | PG | PE | PP | GF | GC | Dif |
| --- | ---------------- | --- | -- | -- | -- | -- | -- | -- | --- |
| 1º  | Palmeiras        | 23  | 16 | 9  | 5  | 2  | 16 | 7  | 9   |
| 2º  | Atlético Mineiro | 20  | 16 | 7  | 6  | 3  | 21 | 13 | 8   |
| 3º  | Botafogo         | 19  | 16 | 7  | 5  | 4  | 21 | 13 | 8   |
| 4º  | Grêmio           | 18  | 16 | 6  | 6  | 4  | 17 | 13 | 4   |
| 5º  | Santos           | 16  | 16 | 5  | 6  | 5  | 20 | 20 | 0   |
| 6º  | Bahia            | 15  | 16 | 5  | 5  | 6  | 11 | 18 | -7  |
| 7º  | São Paulo        | 11  | 16 | 3  | 5  | 8  | 14 | 20 | -6  |
| 8º  | America-RJ       | 10  | 16 | 2  | 6  | 8  | 15 | 23 | -8  |

### Grupo B
| Pos | Equipo              | Pts | PJ | PG | PE | PP | GF | GC | Dif |
| --- | ------------------- | --- | -- | -- | -- | -- | -- | -- | --- |
| 1º  | Cruzeiro            | 21  | 16 | 9  | 3  | 4  | 29 | 14 | 15  |
| 2º  | Fluminense          | 20  | 16 | 8  | 4  | 4  | 26 | 16 | 10  |
| 3º  | Flamengo            | 20  | 16 | 7  | 6  | 3  | 18 | 9  | 9   |
| 4º  | Internacional       | 20  | 16 | 8  | 4  | 4  | 21 | 12 | 9   |
| 5º  | Corinthians         | 16  | 16 | 5  | 6  | 5  | 16 | 15 | 1   |
| 6º  | Santa Cruz Recife   | 14  | 16 | 3  | 8  | 5  | 14 | 22 | -8  |
| 7º  | Atlético Paranaense | 12  | 16 | 4  | 4  | 8  | 13 | 22 | -9  |
| 8º  | Ponte Preta         | 10  | 16 | 3  | 4  | 9  | 11 | 34 | -23 |
| 9º  | Vasco da Gama       | 7   | 16 | 2  | 3  | 11 | 14 | 26 | -12 |

## Cuadrangular final
| Pos | Equipo           | Pts | PJ | PG | PE | PP | GF | GC | Dif |
| --- | ---------------- | --- | -- | -- | -- | -- | -- | -- | --- |
| 1º  | Fluminense       | 5   | 3  | 2  | 1  | 0  | 3  | 1  | 2   |
| 2º  | Palmeiras        | 4   | 3  | 2  | 0  | 1  | 7  | 3  | 4   |
| 3º  | Atlético Mineiro | 2   | 3  | 0  | 2  | 1  | 2  | 5  | -3  |
| 4º  | Cruzeiro         | 1   | 3  | 0  | 1  | 2  | 3  | 6  | -3  |

| Fecha 1         | Fecha 1    | Fecha 1   | Fecha 1          | Fecha 1  |
| Fecha           | Local      | Resultado | Visitante        | Estadio  |
| --------------- | ---------- | --------- | ---------------- | -------- |
| 13 de diciembre | Cruzeiro   | 1 - 1     | Atlético Mineiro | Mineirão |
| 13 de diciembre | Fluminense | 1 - 0     | Palmeiras        | Maracanã |

| Fecha 2         | Fecha 2   | Fecha 2   | Fecha 2          | Fecha 2  |
| Fecha           | Local     | Resultado | Visitante        | Estadio  |
| --------------- | --------- | --------- | ---------------- | -------- |
| 16 de diciembre | Palmeiras | 3 - 0     | Atlético Mineiro | Pacaembú |
| 16 de diciembre | Cruzeiro  | 0 - 1     | Fluminense       | Mineirão |

| Fecha 3         | Fecha 3    | Fecha 3   | Fecha 3          | Fecha 3  |
| Fecha           | Local      | Resultado | Visitante        | Estadio  |
| --------------- | ---------- | --------- | ---------------- | -------- |
| 20 de diciembre | Fluminense | 1 - 1     | Atlético Mineiro | Maracanã |
| 20 de diciembre | Palmeiras  | 4 - 2     | Cruzeiro         | Pacaembú |

- Fluminense y Palmeiras, campeón y subcampeón respectivamente, clasifican a Copa Libertadores 1971.

| Bandera del estado de Río de Janeiro |
| Campeón                              |
| Fluminense 1.er título               |

## Goleadores
12 goles
- Tostão (Cruzeiro)